# Verbindungsbahn
Eine Verbindungsbahn ist, gegebenenfalls als einfachste Form einer Umgehungsbahn, eine Eisenbahnstrecke, die dazu dient, Bahnhöfe derselben Eisenbahnverwaltung oder verschiedener Verwaltungen miteinander zu verbinden oder Bahnhöfe zu umfahren.
Im Unterschied zu einer Verbindungskurve, die oft kurz ist und nur der Verbindung von Strecken dient, kann eine Verbindungsbahn länger sein und ihrerseits wieder Bahnhöfe oder Haltestellen besitzen.
Verbindungsbahnen findet man häufig bei Kopfbahnhöfen mit mehreren einlaufenden Bahnlinien. Mit diesen Verbindungsstrecken kann man Güterzügen und eventuellen direkten Zügen ein Durchfahren von einer Bahnlinie zur anderen ohne Spitzkehre im Kopfbahnhof gestatten. An diese Verbindungsbahnen sind oftmals Rangierbahnhöfe und Güteranlagen angeschlossen.
Wo in einer großen Stadt mehrere Bahnhöfe bestehen, dient eine Verbindungsbahn oft dazu, die Bahnhöfe für den Güter- und Personenverkehr miteinander zu verbinden.
Die in den 1960er Jahren konzipierten innerstädtischen Tunnelstrecken der S-Bahnen in Frankfurt (S-Bahn Rhein-Main), München und Stuttgart, die in Verlängerung eines Kopfbahnhofes gebaut wurden, wurden ebenfalls mit dem Begriff Verbindungsbahn, abgekürzt V-Bahn, bezeichnet.
Bekannte Verbindungsbahnen:
- in Deutschland
  - Berliner Verbindungsbahn
  - Verbindungsbahn Baumschulenweg–Neukölln
  - Städtische Verbindungsbahn Frankfurt am Main
  - Verbindungsbahn in Frankfurt der S-Bahn Rhein-Main
  - Hamburg-Altonaer Verbindungsbahn
  - Verbindungsbahn der S-Bahn München, die heutige Stammstrecke
  - Verbindungsbahn der S-Bahn Stuttgart
  - Bahnstrecke Neumark–Greiz
  - Potschappel-Hainsberger Verbindungsbahn
- in Österreich
  - die Verbindungsbahn Wien Penzing–Wien Meidling und die Verbindungsbahn Wien Meidling–Wien Praterstern
  - Linzer Verbindungsbahn
- in der Schweiz
  - Basler Verbindungsbahn
- in Italien
  - Riva-Bahn in Triest
- in Tschechien
  - Prager Verbindungsbahn
- in Namibia
  - Verbindungsbahn Windhoek–Keetmanshoop